# 沃利亞 (科韋利區)
51°22′46″N 24°50′0″E / 51.37944°N 24.83333°E
沃利亞（烏克蘭語：Воля），是烏克蘭的村落，位於該國西部沃倫州，由科韋利區負責管轄，面積152.9平方公里，海拔高度166米，2001年人口322，人口密度每平方公里2.11人。